# عليق الشمال
عَوْسَج الشمال عُلَّيق الشمال نوع العوسج موطنه شرق أمريكا الشمالية. نبات دغلي معمر أحجن الشوك. ساقه فرعاء مستطيلة السروع تعلو نحو ثلاثة أمتار. أوراقه مركبة ثلاثية أو خماسية الوريقات. نصلها مسنن الحافة أخضر الصفحة العليا أطحن السفلى الخملية البشرة. إزهراره نوري التجميع. أزهاره مستطيلة الأهن بيضاء. ثماره إلى السواد اللامع.

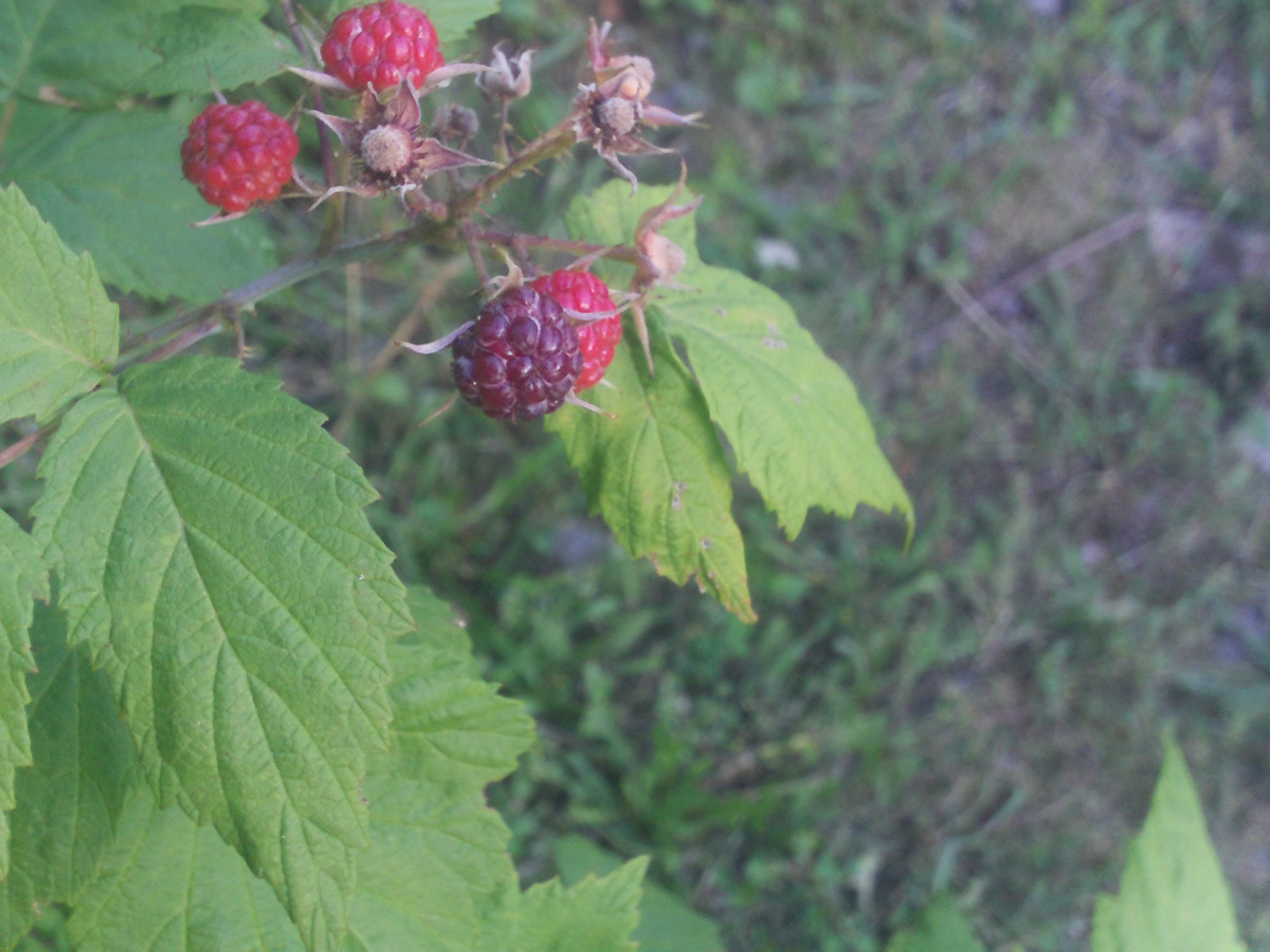
ثمار عوسج الشمال في مراحل مختلفة من النضج

## معرِض الصور

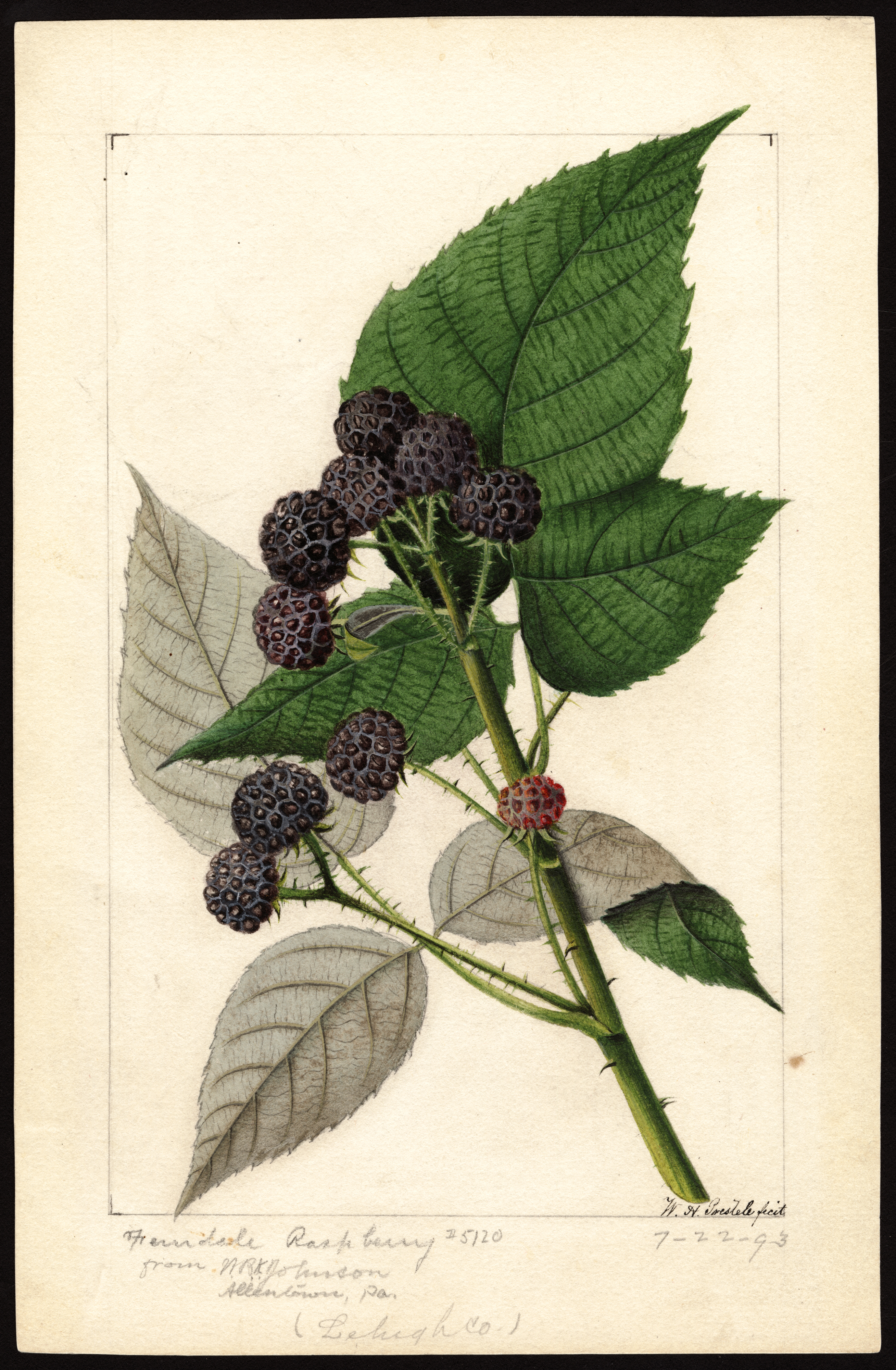
عوسج الشمال - ألوان مائية ، 1893
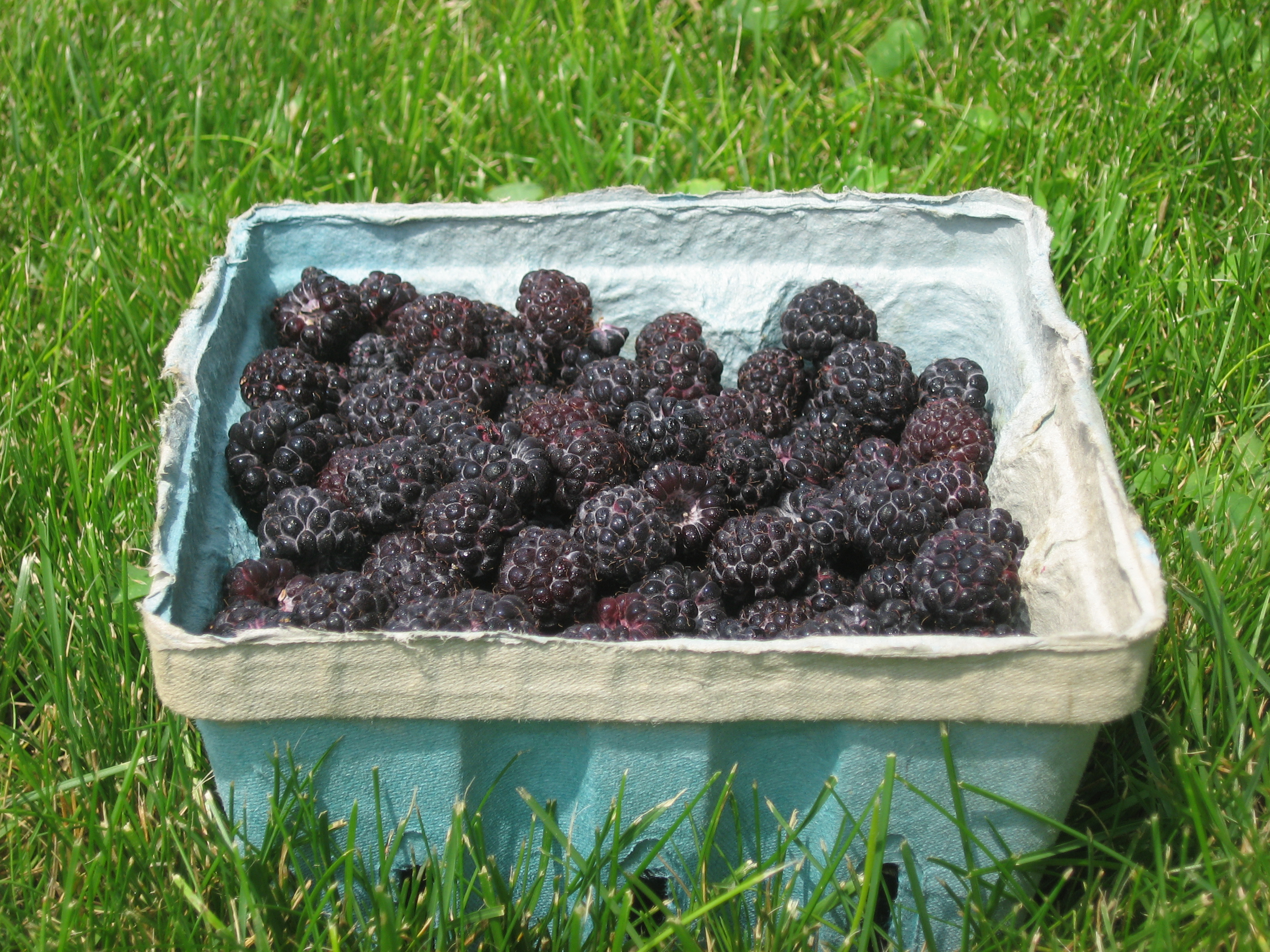
علبة من عوسج الشمال